# 向拝

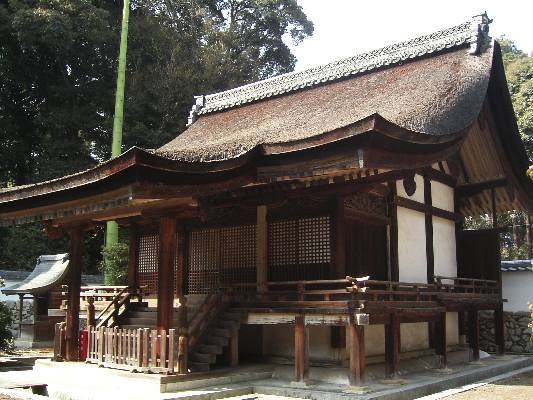
園城寺新羅善神堂。流造の庇にさらに向拝を付したもので、この形式は近江地方に多い。

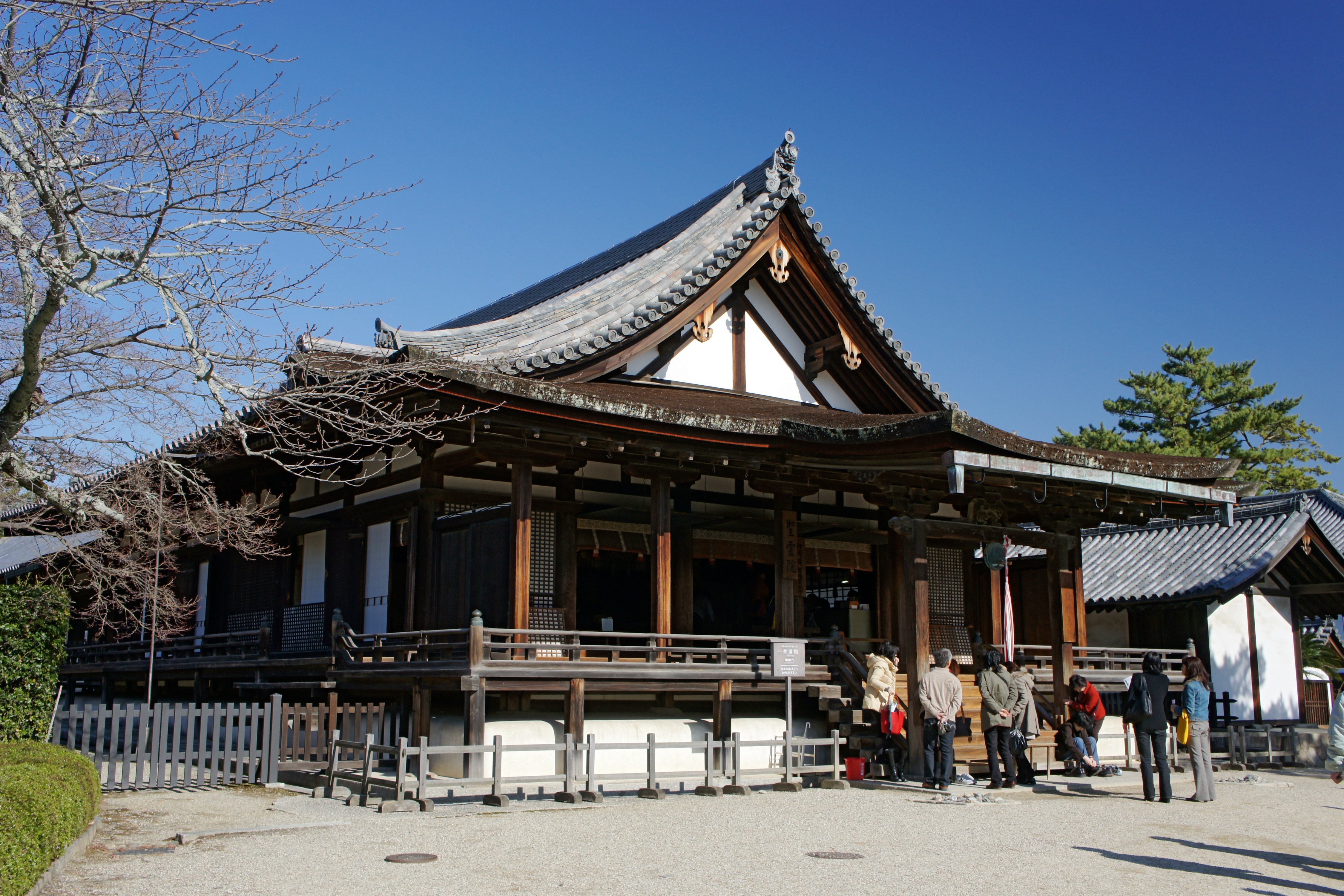
法隆寺聖霊院（しょうりょういん）の向拝

向拝（こうはい、ごはい）とは、日本の寺院建築・神社建築において、仏堂や社殿の屋根の中央が前方に張り出した部分のこと。仏堂や社殿入口の階段上に設けられる場合が多いことから「階隠」（はしかくし）とも。

## 概要
向拝は、仏堂、神社の本殿・拝殿などの正面に設けられることが多いが、仏堂では背面に設ける場合もある。向拝の屋根を支える柱を向拝柱という。向拝柱と本屋の柱の間は、海老虹梁（えびこうりょう）という曲がりのある水平材で繋ぐことが多い。
神社建築のもっとも古い様式とされる神明造などには向拝を設けないのが原則である。流造の社殿では、切妻屋根が前方に伸びて庇となるため、向拝を設けない場合が多いが、庇の前方にさらに向拝を設ける場合もあり、特に近江地方にその例が多い。

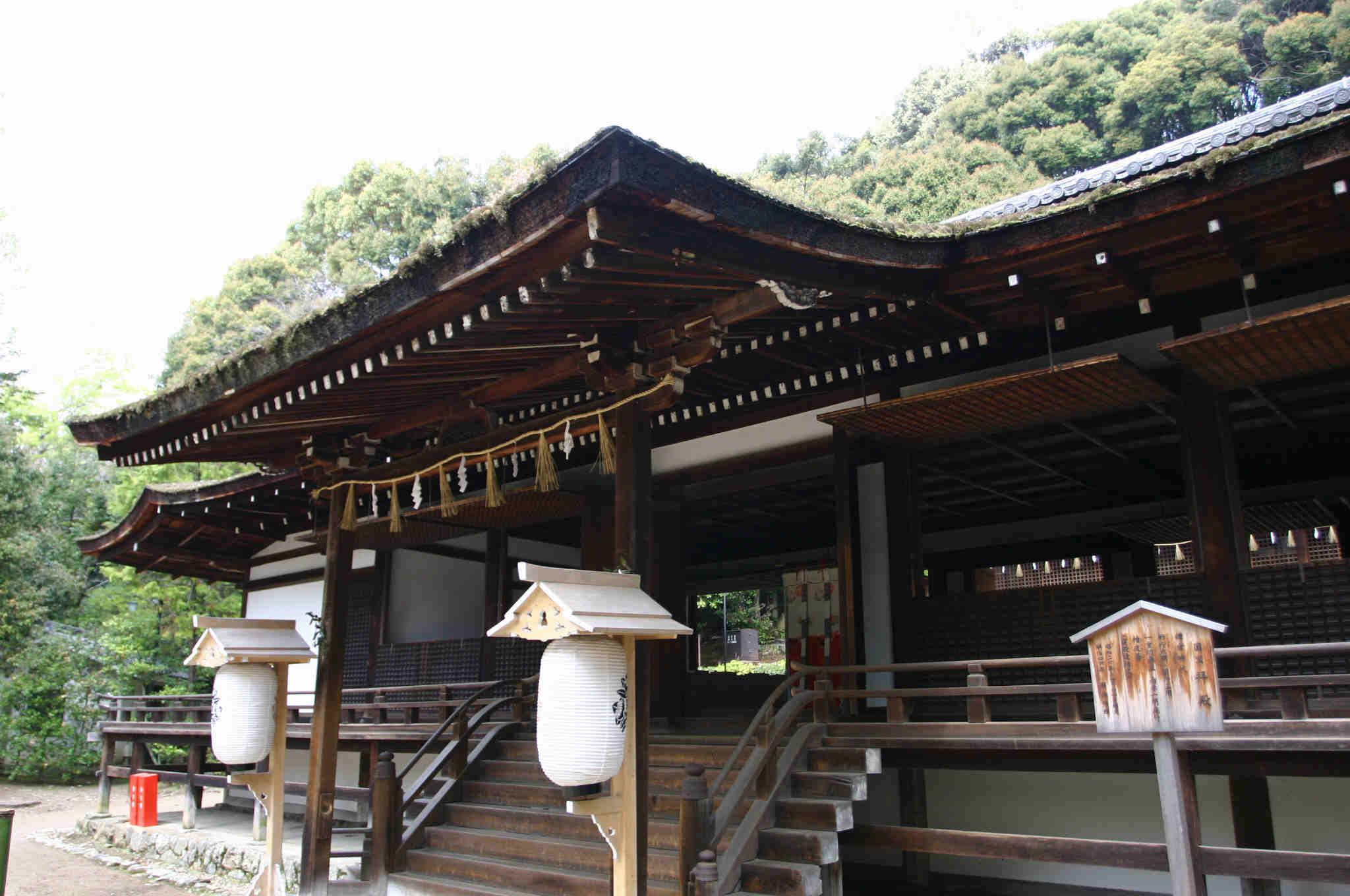
宇治上神社拝殿の例
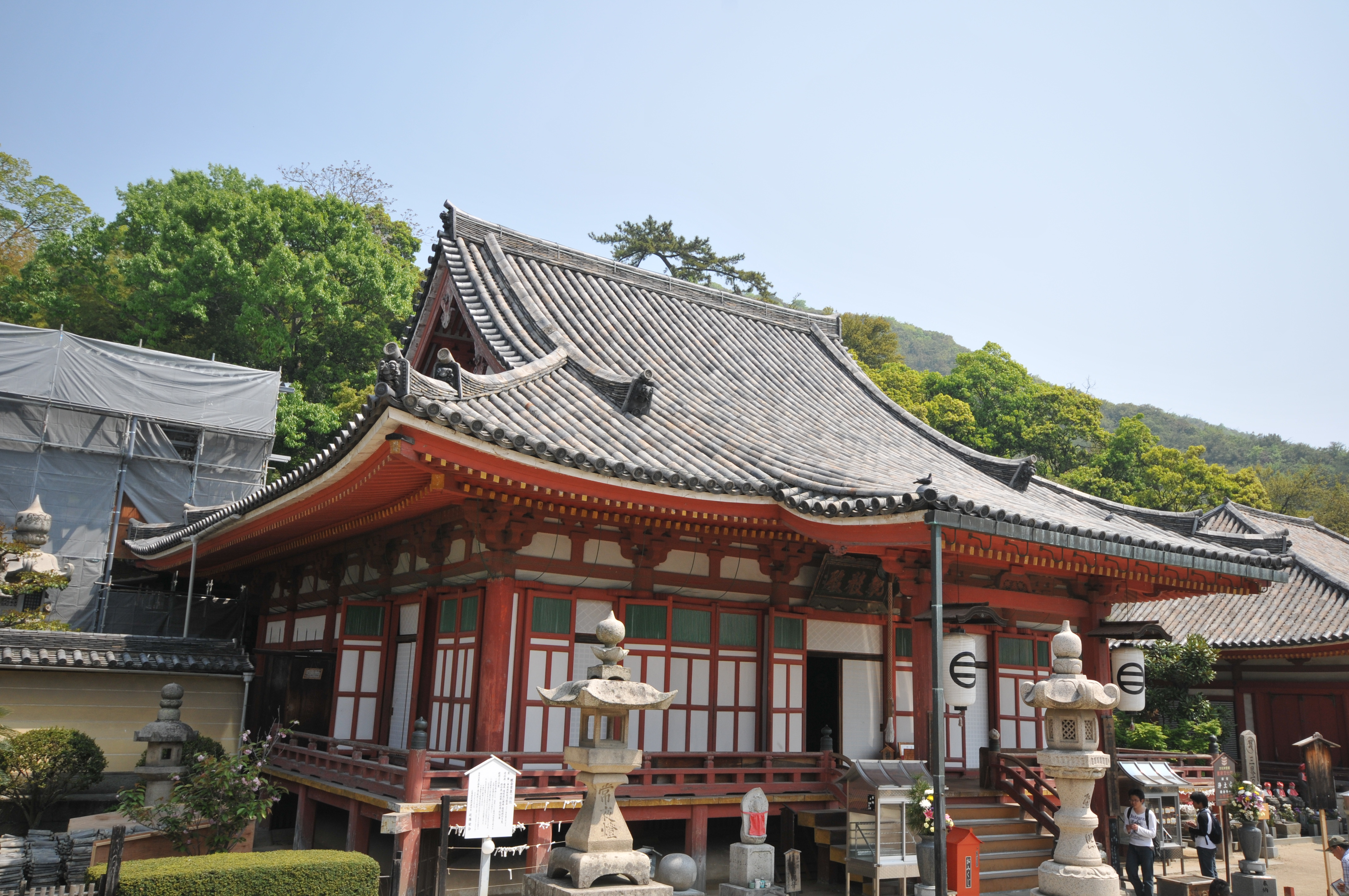
浄土寺本堂（尾道市）の例